# Astenopía
La astenopia (del griego «ἀσθένεια» [aszeneia] ‘debilidad’ y «ὤψ» [ops] ‘vista’) o esfuerzo ocular es una condición oftalmológica que se manifiesta a través de síntomas inespecíficos como fatiga, dolor en o alrededor de los ojos, visión borrosa, dolor de cabeza y, ocasionalmente, visión doble. Los síntomas suelen ocurrir después de la lectura, trabajo en equipo, u otras actividades que involucran la realización de tareas visuales tediosas.
Al concentrarse en una tarea visual intensa, como aquella continuamente centrada en la lectura de un libro o una pantalla de ordenador, el músculo ciliar se tensa. Esto puede enrojecer e irritar los ojos.
Para aliviar la molestia se puede enfocar la vista en un objeto distante al menos una vez cada hora.
Un monitor o televisor CRT con una baja frecuencia de actualización o barrido (<70 Hz) puede causar problemas similares, porque la imagen ofrece parpadeo evidente. Los CRT antiguos también pueden causar fatiga visual. Los LCDs no se salen de foco y son menos susceptibles a mostrar parpadeo.
La astenopía o fatiga visual a menudo confundida con la vista cansada. Esta confusión se debe a una causa etimológica: la presbicia es llamada vista cansada por la creencia de que su origen es debido a un excesivo trabajo de los ojos en lugar de a una causa fisiológica. 
Es frecuente la queja de vista cansada en consulta de pacientes jóvenes, es importante dejar clara la diferencia. 

## Causa
A veces la astenopía se debe a problemas visuales específicos, por ejemplo, problemas no corregidos en la refracción (ametropía) o en la visión binocular, tales como la insuficiencia acomodativa o  la heteroforia. A menudo es causada por la visualización de monitores de ordenadores o pantallas  de teléfonos.
El tratamiento con toxina botulínica puede producir astenopía.